# وو چون
وو چون (انگلیسی: Wu Chun؛ ‏ چینی: 吳尊; چینی سنتی: 吳尊; پین‌یین: Wú Zūn; Pe̍h-ōe-jī: Gô͘ Chun؛ زادهٔ ۱۰ اکتبر ۱۹۷۹) خواننده، بازیگر و مدل اهل برونئی است. وی سفیر صندوق جهانی طبیعت و در جریان تنیس آزاد استرالیا نماینده آی‌چی‌یی بود.
از فیلم‌ها یا مجموعه‌های تلویزیونی که وی در آن‌ها نقش داشته است، می‌توان به نجات ژنرال یانگ اشاره نمود.